# Lazio Scacchi
Lazio Scacchi – włoski klub szachowy z siedzibą w Rzymie, sekcja S.S. Lazio, mistrz kraju z 2025 roku.

## Historia
Sekcja została założona na początku XXI wieku przez Giuseppe Ascenzo Lombardiego, który został także jej przewodniczącym. Klub rozpoczął rozgrywki od Serie Promozione, skąd w 2001 roku awansował do Serie C, a rok później uzyskał awans do Serie B. W sezonie 2003 zespół uzyskał awans do Serie A2. Po śmierci Lombardiego w 2007 roku sekcja zaprzestała działalności, wznowiła ją dwa lata później. Przewodniczącym został wówczas Paolo Lenzi. Lazio rozpoczęło rozgrywki od Serie C. W 2012 roku klub awansował do Serie B. W 2017 roku zespół zadebiutował w Serie Master, zajmując dziewiąte miejsce w lidze. W sezonie 2018 klub uzyskał piątą pozycję w Serie Master. W tym samym roku Lazio zadebiutowało w Pucharze Europy. Włoski klub wygrał wówczas jeden mecz (z St Benildus Chess Club), a przegrał pozostałe (z KSK 47 Eynatten, CE de Bois-Colombes, Hillerød SK, De Sprénger Echternach i Dublin Chess Club) i w końcowej klasyfikacji zajął 58. miejsce na 61 uczestników. W 2021 roku klub spadł z Serie Master. W następnym sezonie zespół zapewnił sobie awans do najwyższej klasy rozgrywkowej. W 2023 roku zespół awansował do fazy play-off, przegrywając w niej z Obiettivo Risarcimento Padova, a następnie mecz o trzecie miejsce z Arrocco Chess Club. W Pucharze Europy klub zajął 78. pozycję, odnosząc zwycięstwa nad SV Mülheim-Nord i Galway Chess Club, a przegrywając z SG Solingen, Teutą Durrës, SV Paul Keres 2, ŠK Prilep i K Wetterse Vrijpion. W 2024 roku klub ponownie zakończył rozgrywki ligowe na czwartym miejscu. W sezonie 2025 klub po raz pierwszy w swojej historii zdobył mistrzostwo kraju. Skład drużyny tworzyli wówczas m.in. Aleksiej Sarana, Alexandr Fier i Michele Godena.

## Arcymistrzowie w historii klubu
- Alexandr Fier[14]
- Michele Godena[14]
- Luke McShane[15]
- Lexy Ortega[16]
- Marijan Petrow[17]
- Aleksiej Sarana[18]
- Renier Vázquez Igarza[16]